# Дзерен Пржевальского
Дзерен Пржевальского (лат. Procapra przewalskii) — парнокопытное млекопитающее из подсемейства настоящих антилоп семейства полорогих. Вид назван в честь русского натуралиста, генерала Николая Михайловича Пржевальского (1839—1888).

## Описание
Относительно небольшое, стройное животное с большими глазами и короткими острыми ушами. Длина тела от 109 до 160 см, высота в холке от 50 до 70 см, масса от 17 до 32 кг. Самцы обычно крупнее и тяжелее. Хвост короткий, от 7 до 12 см и часто полностью скрыт мехом. Окрас желтовато-коричневый сверху с белым низом и белым, в форме сердца, пятном на крупе, частично разделенным пополам светло-коричневой линией. Самцы окрашены темнее самок, мех обоих полов светлеет зимой. У взрослых самцов есть рога от 18 до 26 см длиной. Наиболее близкородственным видом является монгольский дзерен.

## Распространение
Дзерен Пржевальского является эндемиком Китая, где раньше был широко распространён на высоких плато севера страны от окрестностей озера Кукунор в провинции Цинхай через Ганьсу (Ганьсуский коридор) до Нинся и, возможно, Шаньси и Внутренней Монголии. Однако в настоящее время сохранилось лишь несколько небольших популяций, обитающих в пяти изолированных районах, расположенных вокруг озера Кукунор и занимающих общую площадь всего около 250 км². Населяет открытые степные долины и холмистые местности на высоте 3194—5174 м.
В результате тщательного подсчёта, проведённого в сентябре 2003 года, было установлено, что общая численность популяции составляет всего 500—600 особей. Однако последняя оценка численности, проведённая в 2016 году, показала рост численности вида до 1544—1635 особей.

## Образ жизни
Дзерен Пржевальского обычно держится небольшими стадами, как правило, не более десяти особей, хотя в XIX веке, когда общая численность вида ещё была значительно выше, были зарегистрированы гораздо более многочисленные стада. Самцы часто держатся в одиночку или путешествуют в небольших группах из двух или трех особей в течение большей части года, но собираются в небольшие стада с самками зимой накануне гона. Дзерены Пржевальского, как правило, тихие, но, как сообщается, могут издавать короткое блеяние.

## Питание
Рацион состоит преимущественно из осоки и травы, дополнением являются кустарники, такие как астрагал. Дзерены Пржевальского часто встречаются при кормёжке вместе с тибетскими дзеренами, но эти виды не конкурируют за ресурсы, так как последние предпочитают бобовые растения.